# Guerre tedesco-polacche
Le guerre tedesco-polacche furono una serie di conflitti che si verificarono dal 1002 al 1018 tra il re ottoniano Enrico II (Imperatore dei Romani dal 1014) e il sovrano polacco della dinastia dei Piasti Boleslao I.
Il conflitto fu principalmente combattuto per il controllo della Lusazia, dell'Alta Lusazia, della Boemia, della Moravia e della Slovacchia. I combattimenti si conclusero infine con la pace di Bautzen, stipulata nel 1018, che rese le regioni della Lusazia e dell'Alta Lusazia feudi polacchi, mentre la Boemia divenne un ducato del Sacro Romano Impero.

## Antefatti
Durante il regno di Ottone III, Boleslao I mantenne buoni rapporti con quest'ultimo, infatti condussero insieme diverse campagne militari contro le tribù slave dei Lutici e degli Obodriti. Il sovrano polacco si alleò inoltre anche con il margravio Eccardo I di Meißen, al fine di contenere la crescente influenza della dinastia dei l'influenza dei Přemyslid, duchi di Boemia . Per consolidare tale alleanza tedesco-polacca, Bloleslao I e Ottone III si incontrarono, nell'anno 1000, al Congresso di Gniezno, ove ebbero occasione di irrobustire la loro alleanza.
L'equilibrio geopolitico che si era venuto a creare tra la Polonia e il Sacro Romano Impero mutò traumaticamente il 23 gennaio 1002, quando Ottone III morì improvvisamente all'età di 21 anni, senza lasciare eredi. A questo punto, il duca bavarese Enrico IV, membro di un ramo cadetto della dinastia ottoniana, si candidò per diventare re dei romani, opponendosi al margravio Eccardo I di Meißen, anch'egli possibile candidato a tale carica. Nel giro di poche settimane,  Eccardo I fu ucciso da alcuni nobili provenienti dal ducato di Sassonia ed Enrico fu eletto re dei romani come Enrico II a vecchio duomo di Magonza il 6 giugno dello stesso anno.
I figli di Eccardo I, Ermanno I di Meißen ed Eccardo II di Meißen I, e i suoi seguaci chiesero aiuto e sostegno proprio al duca di Polonia Boleslao. Quest'ultimo aiutò i due figli di Eccardo in nome di un precedente matrimonio che l'aveva visto impegnato con la nobildonna Oda, figlia di Rikdag di Meißen, il margravio che precedette Eccardo. Nel frattempo, il nuovo re Enrico II instaurò una profonda amicizia con la dinastia dei Přemyslidi, nemici storici della dinastia Piasti. Tutti questi fatti peggiorarono molto rapidamente i rapporti fra il ducato di Polonia e il Sacro Romano Impero e tale aggravamento aprì le porte alle guerre tedesco-polacche.

## Conflitto
Secondo la visione proposta dallo storico tedesco Eckhard Müller-Mertens, gran parte degli studiosi sono concordi nel suddividere il conflitto in tre diverse fasi:

### 1002–1005
Nel luglio del 1002, Boleslao I incontrò il re Enrico II a Kaiserpfalz, un villaggio in Sassonia, al fine di annettere fra i propri feudi quello di Meißen. Dal momento che le richieste del duca polacco furono respinte dal re tedesco, Boleslao fu costretto a lasciare la Germania a malincuore. Tuttavia, durante il viaggio di ritorno, alcune milizie non ben identificate attentarono più volte alla vita di Boleslao, che riuscì a sopravvivere a tali scontri grazie all'aiuto del duca Bernardo di Sassonia e del margravio Enrico di Schweinfurt, suo alleato. Nonostante non ci sia stata alcuna prova che gli attacchi fossero stati orditi dallo stesso Enrico II e sebbene il cronista dell'epoca Tietmaro di Merseburgo avesse negato qualsiasi coinvolgimento del re, Boleslao accusò comunque la controparte tedesca di aver attentato alla sua vita. Ad ogni modo, bisogna osservare come Enrico II non abbia cercato minimamente di proteggere Boleslao e non abbia punito gli assalitori.
Avendo fra le mani tale casus belli, Boleslao diede inizio alle guerre tedesco-polacche incendiando il castello nella città Strehla, sulla via del ritorno verso la Polonia. I combattimenti veri e propri, tuttavia, iniziarono verso la fine del 1002, infatti il duca polacco poteva ormai contare sul completo appoggio del margravio Enrico di Schweinfurt, che già da tempo aspirava a diventare duca di Baviera, ma che tale titolo gli era stato ancora una volta negato da Enrico II. In risposta all'attacco subito a Strehla, il re tedesco, nella Pasqua dell'anno 1003, strinse a Quedlinburg un'alleanza con la tribù pagana dei Liutici, proprio al fine di contrastare il dominio polacco. Inoltre, al fine di indebolire gli alleati di Boleslao I, Enrico II fece arrestare il margravio Gunzelin di Meißen, fratello del defunto Eccardo I, e si assicurò il supporto di diversi vescovi della Sassonia.
Approfittando della situazione, Boleslao I invase la Boemia per deporre il duca della dinastia dei Přemyslidi Boleslao III. Tuttavia, il duca polacco fu ostacolato dalle forti opposizioni della nobiltà boema e del fratellastro Jaromír di Boemia. Si verificarono dunque violenti scontri per il controllo della Boemia che tennero impegnato l'esercito di Boleslao I. A questo punto, Enrico II poté approfittare della situazione lanciando un massiccio attacco, insieme al supporto dei Liutici, contro la città di Poznań, che infine fu conquistata costringendo Boleslao I e Enrico di Schweinfurt a firmare una pace. In tale trattato, stipulato sempre nella città di Poznań, si stabilì che sia il margravio di Nordgau sia il duca di Polonia dovevano sottomettersi almeno formalmente a re Enrico II, tuttavia Boleslao I si rifiutò categoricamente a tale condiscendenza, anche se fu costretto a cedere le regioni della Lusazia e di Meißen, sue precedenti conquiste.

### 1007–1013
Nel 1007 Boleslao I, probabilmente temendo un ulteriore attacco di Enrico, marciò nuovamente contro le tribù pagane dei Liutici. Tale campagna, gli permise di conquistare la città di Magdeburgo e di riprendersi il controllo della Lusazia orientale e di Meißen. A causa di alcune lotte interne, la risposta di Enrico II tardò ad arrivare, infatti, il re dei romani contrattaccò le forze polacche solo nel 1010. Tuttavia, tutte le campagne che lanciò Enrico II contro il suo rivale tedesco si rivelarono infruttuose, a tal punto che nel 1013 il re tedesco fu costretto a chiedere la pace. Tale trattato di pace fu stipulato nella città di Merseburg e, nonostante Boleslao I lasciò la Lusazia orientale e l'Alta Lusazia a Enrico, il duca polacco si fece ufficialmente riconoscere dal re tedesco e si assicurò un ingente aiuto militare da parte di quest'ultimo. Per consolidare una nuova alleanza, Boleslao I promise a Enrico II di aiutarlo nelle sue campagne in Italia e fece sposare suo figlio, Miecislao, con Richeza di Lotaringia, lontana parente di Enrico.

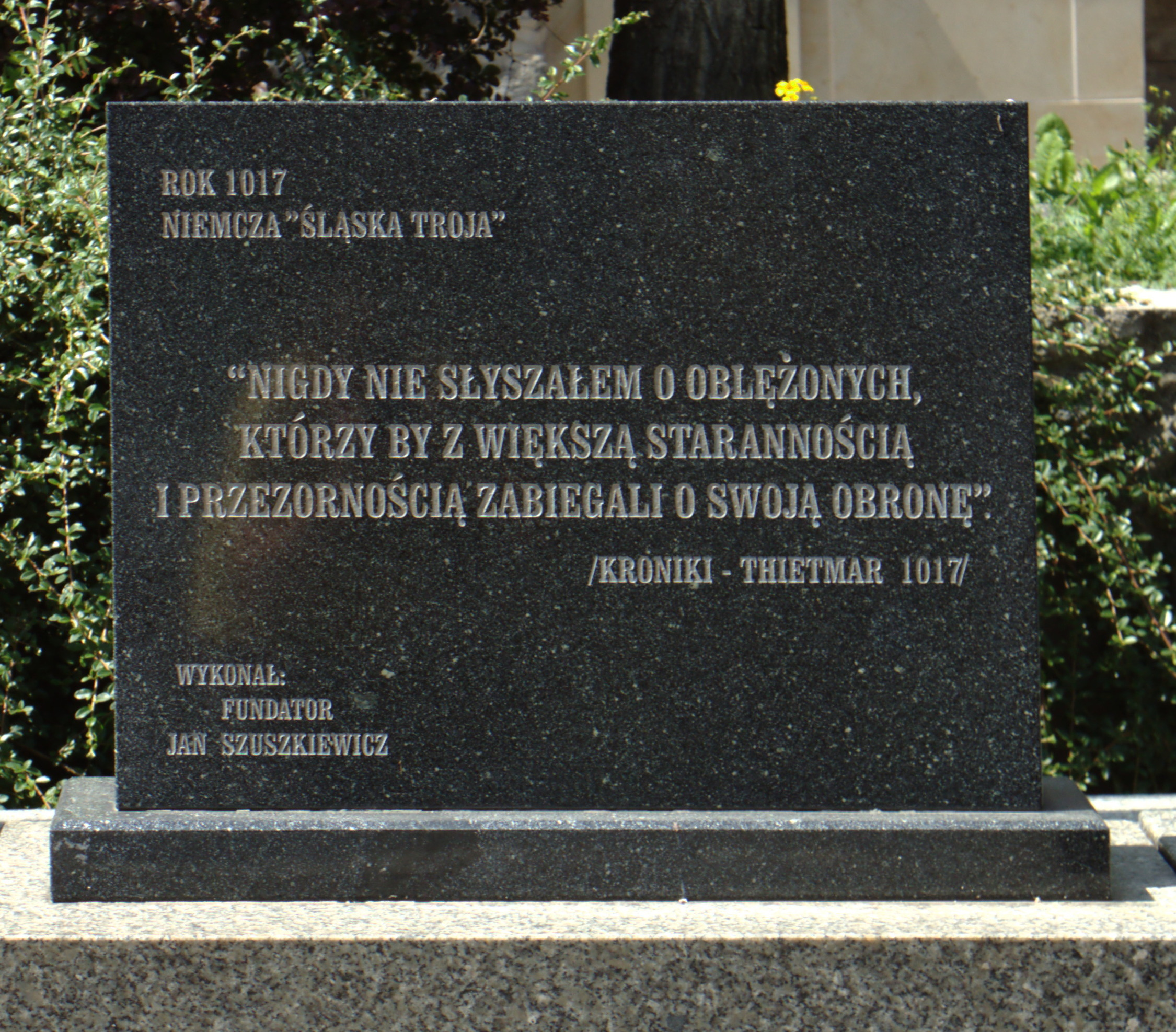
Memoriale polacco in ricordo dell'assedio di Niemcza del 1017

### 1015–1018
Dopo la pace di Merseburg, Boleslao I venne coinvolto nella crisi di successione che stava colpendo la Rus' di Kiev. Infatti, egli stava appoggiando militarmente Sviatopolk I, suo genero, in una guerra contro Jaroslav il Saggio, sostenuto invece da Enrico II. Pertanto si vennero a creare nuovamente tensioni fra i due monarchi, Boleslao infatti si rifiutò di sostenere Enrico nelle sue campagne in Italia e di riconoscere le regioni di Meißen e della Lusazia come feudi imperiali. Al fine di rispondere a tale provocazione, Enrico II prese in ostaggio Miecislao, figlio di Boleslao ed erede al trono, e non lo rilasciò fino al 1014, in seguito alla pressioni dei nobili sassoni.
A questo punto, Enrico II propose diverse volte un incontro con Boleslao I, al fine di discutere nuovamente gli accordi di Merseburg. Tuttavia, il duca polacco si rifiutò costantemente di partecipare e di conseguenza, nel 1015, Enrico, sostenuto nuovamente dai Liutici, lanciò una pesante campagna contro Boleslao. Il re dei romani tentò infatti di invadere la Grande Polonia, ma fu fermato dalle truppe polacche di Boleslao a Krosno, nei pressi del fiume Oder. Forte anche del supporto di Jaroslav, nel 1017, Enrico attaccò di nuovo le forze polacche, mentre il suo alleato di Kiev attaccò i possedimenti di Boleslao da oriente. A questo punto, le truppe di Enrico II assediarono Niemcza, città in Slesia, tuttavia, grazie all'aiuto di alleati esterni (fra cui alcuni nobili polacchi e lo stesso Sviatopolk I), la città resistette e il re dei romani fu infine costretto a ritirarsi. Nel frattempo, un esercito polacco, guidato dal figlio del duca di polonia Miecislao, attaccò e conquistò la Boemia devastandola. Tuttavia, nonostante i successi militari ottenuti da Miecislao, Boleslao I perse il controllo su Kiev, aggravando non poco la situazione sul fronte orientale. Approfittando di questo momento di debolezza, la nobiltà sassone propose una pace, che fu ben accolta da Boleslao e le sue truppe.

## Pace di Bautzen
Il 30 gennaio 1018, fu quindi raggiunta una pace, siglata dall'arcivescovo Gero di Magdeburgo, dal vescovo Arnolfo di Halberstadt, dal margravio Herman di Meißen, dal marchese della casata Wettin Teodorico I di Lusazia e da diversi ministeriales di Enrico II. La pace fu, in aggiunta, consolidata ulteriormente grazie al già presente matrimonio fra Boleslao e Oda di Meißen. Tale concordato fu dunque chiamato Pace di Bautzen, in cui, inoltre, si stabilì che la Lusazia orientale e l'Alta Lusazia diventassero possedimenti di Boleslao I. Tuttavia, gli storici contemporanei non sono concordi riguardo all'amministrazione che il trattato prevedeva per queste due regioni. Infatti, nel trattato Chronicon, scritto dal contemporaneo Tietmaro di Merseburgo, non viene riportato se la Lusazia orientale e l'Alta Lusazia fossero feudi del ducato di Polonia o se Boleslao I li controllasse con piena sovranità. Ad ogni modo, Enrico II, dopo la Pace di Bautzen, non condusse ulteriori campagne militari contro la Polonia, ponendo fine alle guerre tedesco-polacche.